# Reckong Peo
Reckong Peo (také nazýváno jen Peo) je hlavní město okresu Kinnaur, jednoho z dvanácti okresů indického státu Himáčalpradéš. Leží 260 km od města Shimla a 7 km od Powari ve výšce 2670 m n. m.